# シルバー・コンベンション
シルバー・コンベンション (Silver Convention) は、1970年代に活動したドイツのユーロディスコ・グループ。このグループは、もともとはシルバー・バード・コンベンション (Silver Bird Convention)、ないし、シルバー・バード (Silver Bird) という名であった。

## キャリア
このグループは、ミュンヘンにおいて、プロデューサーでソングライターでもあったシルヴェスター・リーヴァイとミヒャエル・クンツェのふたりによって始められた。グループ名は、リーヴァイのニックネームだった「シルヴァー (Silver)」にちなんで名付けられた。クンツェは、1960年代後半に、ドイツ語でプロテストソングの歌詞を書くポップな作詞家であったが、そうした手法が流行らなくなると、ポップなレコードや、コマーシャル曲を手がけるようになった。リーヴァイは、ユーゴスラビアで育った時期にアメリカ合衆国の音楽への関心を高め、遂には編曲家と作詞家を兼ねるようになった。
女性のセッション・ボーカリストであった、イングリット (Ingrid)、ヴィルマ (Wilma)、モニカ (Monica) を起用したこのグループは、1975年にイギリスでヒット曲を出し、「セイブ・ミー (Save Me)」は、チャートの題30位まで上昇した。その後、このグループは、ジッタ・ヴァルター、ルーシー・ネアレ、ベッツィ・アレン (Betsy Allen)、ロバータ・ケリー、ジャッキー・カーターらを、最初のアルバム制作のために起用した。この時点でこのグループは、スタジオ・グループにすぎなかったので、リーヴァイとクンツェは一般の聴衆を前に公演するためには、プロのエンターテイナーたちを見つける必要があることを認識した。こうして、ペニー・マクリーン、ラモナ・ヴルフ、リンダ・G・トンプソン (Linda G. Thompson) の3人が、シルバー・コンベンションの公の顔となった。

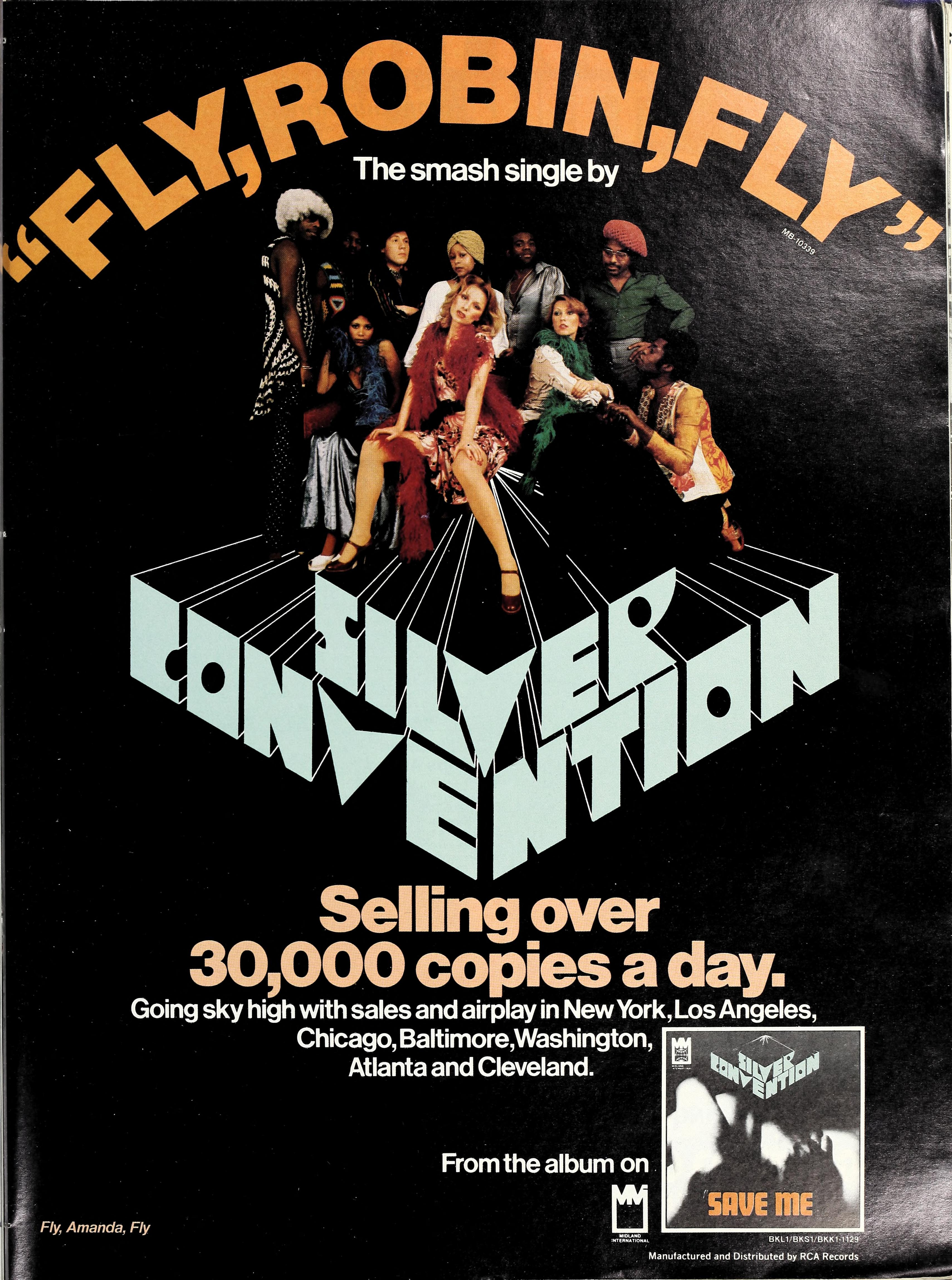
『キャッシュボックス』誌、1975年10月18日号掲載の広告。

アメリカ合衆国とカナダでは、彼らは2曲の大ヒットを記録した。たった6語の単語 (fly, robin, up, to, the, sky) で歌詞ができている「フライ・ロビン・フライ (Fly, Robin, Fly)』は、1975年11月後半から12月始めに3週にわたってチャートの首位に立ち、グループに第18回グラミー賞の最優秀R&Bインストゥルメンタル・パフォーマンス賞をもたらした。この曲は、百万枚以上を売り上げ、1975年12月にアメリカレコード協会 (R.I.A.A.) からゴールドディスクに認定された。当初この曲は、「ラン・ラビット・ラン (Run, Rabbit, Run)」と題されていたが、録音の直前になって、作者たちによって書き換えられたのであった。グループのもう一つの成功は、こちらも6語 (Get, Up, And, Boogie, That's, Right) だけから成る「恋のブギー (Get Up and Boogie)」で、カナダでは1976年6月15日にチャートの首位に立ち、アメリカ合衆国では1976年6月に3週間にわって第2位、イギリスでは1976年6月に最高第7位となった。これに続いたシングル「ノー・ノー・ジョー (No No Joe)」は、1976年9月に第60位までした上昇しなかった。さらにこのトリオがリリース続いてリリースした数枚のシングルも、短期間だけ大成功を収めたサウンドの焼き直しを試みたものだったが、大した成功を収めることはできなかった。この時点で、リンダ・G・トンプソンがグループを離れ、グループの新たな歌手のメンバーを募集する公開オーディションで他の参加者を抑えて選ばれた、ニューヨーク出身のロンダ・ヒースが代わりに加わった。
ミヒャエル・クンツェは、最初の2枚のアルバムの歌詞を、ステファン・プラガー (Stephan Prager) という変名で書いた。その当時、3人の歌手たちは、それぞれソロとしての作品も発表した。マクリーンの「レディ・バンプ (Lady Bum)」と「1-2-3-4... Fire!」、トンプソンの「ホワット・ア・ナイト (Ooh What a Night)」はヒット曲となったが、ヴルフのソロ作品はさほど成功しなかった。
シルバー・コンベンションは、西ドイツ代表としてユーロビジョン・ソング・コンテスト1977に出場し、「テレグラム (Telegram)」を歌い、第8位となった。このエントリー曲は英語だけで（過去のヒット曲よりかなり多くの単語を使って）歌詞が書かれており、それはこの年に再導入されたコンテストの言語に関する規定に反していたが、規定の再導入が公表される前に、既にこの曲が代表に選出されていたため、参加が認められた。1994年、ロンダ・ヒースは再びユーロビジョン・ソング・コンテスト1994の舞台に戻り、ドイツ代表のメカドの「Wir geben 'ne Party」に、バッキング・ボーカルとキーボードで参加した。この時に成績は、シルバー・コンベンションを上回り、ダブリンの会場に参加した25か国の中で第3位だった。
新たなプロデューサーに、ジョン・デイヴィス (John Davis) を迎え、歌手陣を再編してスージー・マクロスキことゼンダ・ジャックス (Suzie McClosky a.k.a. Zenda Jacks)、ロンダ・ヒース、ラモナ・ヴルフというラインナップになり、シルバー・コンベンションは1978年にアルバム『Love in a Sleeper』で再び成功を収めた。このLPからシングル・カットされた12インチ・シングルは、A面が「Spend the Night With Me」、B面が「Mission To Venus」であった。
リーヴァイは、ジョルジオ・モロダーとも組んで仕事をし、クンツェもジム・スタインマンとの仕事に手を着けた。この頃、ディスコ・シーンへの関心が薄れていく中、3人の歌手たちは、ソロのキャリアが長続きせず、音楽産業を離れていった。リーヴァイとクンツェは、後に再び組んでウィーンでミュージカルに取り組み、『Elisabeth』、『Mozart!』、『Rebecca』を成功させた。

## ブラニフ航空主催の最初の米国公演
シルバー・コンベンションのアメリカ合衆国における最初のコンサートは、1977年2月23日水曜日の夜、テキサス州ダラスのダラス・ラブフィールド空港の北格納庫 (the North Hangar) にあったブラニフ航空のオペレーション・メインテナンス基地 (Operations and Maintenance Base) で開かれた。グループは、直前の2月19日にメキシコのアカプルコで開催されていた「Three Evenings To Remember」と題された特別なパーティーの期間に、ブラニフ航空のためのイベントで公演した後、移動してきていた。ブラニフ航空は、新しく始めた「Ultra Elegance Campaign」の宣伝と、アメリカ合衆国のファッションデザイナーであるホルストンがデザインした搭乗員地上勤務員の新しい制服のお披露目のために、バーティーを開催した。シルバー・コンベンションは、ブラニフ航空のために、新しい機内サービスを褒め称えて「Ultra Ultra」という曲を書き、アカプルコでもダラスでもコンサートで演奏した。ラブフィールド空港でのコンサートの翌日には、グループはペンシルベニア州フィラデルフィアへ移動し、『The Mike Douglas Show』のためにインタビューを収録した。

## カバー・バージョン
アメリカ合衆国のジャズ・フルート奏者ハービー・マンが、「フライ・ロビン・フライ」のカバーを、シルヴェスター・リーヴァイが共同プロヂュースと編曲で関わった1976年のアルバム『バード・イン・ア・シルヴァー・ケイジ (Bird in a Silver Cage)』に収録した。オーストラリアとイギリスの混成弦楽四重奏グループであるボンドが、「フライ・ロビン・フライ」の自身たちのバージョンを、2004年のアルバム『クラシファイド (Classified)』に収録した。2003年には、ドイツのライフスタイル会社であるアパートメント20 (Apartment20) は、ラモナ・ヴルフをリード・ボーカルに据え、ビデオにも登場させrた「フライ・ロビン・フライ」のバージョンを制作した。
ダンシング・トルマンズ・アンド・ジョニー・ブローガン (the Dancing Tolmans And Johnny Brogan) は、アルバム『The Dancing Tolmans And Johnny Brogans Anniversary Album』に「San Francisco Hustle」のカバーを収録した。この曲は、ブラックバスター (Blackbuster) も1976年のアルバム『Blackbuster 3』でカバーしている。
「恋のブギー」は、アメリカ合衆国のインダストリアル・メタル・バンドであるスタティック-Xもカバーしており、2007年のアルバム『カニバル (Cannibal)』のボーナストラックとしてリリースした。
「ノー・ノー・ジョー」のシングルB面であった「サンキュー・ミスターDJ (Thank You, Mr. DJ)」は、オーストラリアのオルタナティヴ・ロック・バンドであるリガージテーターによってサンプリングされ、彼らの2枚目のアルバム『Unit』に収録された「The Song Formally Known As」に使われた。
アメリカ合衆国のオルタナティヴ・ロック・バンドであるブラッドハウンド・ギャングは、「恋のブギー」をサンプリングして、1996年の曲「Lift Your Head Up High (And Blow Your Brains Out)」のメインのリフに用い、アルバム『ワン・フィアス・ビア・コースター (One Fierce Beer Coaster)』に収録した。このサンプリングは、ルーパス・サンダー (Lupus Thunder) のギター演奏のところで流されるが、ライブ演奏の際には、ダニエル・P・カーター (Daniel P. Carter) の演奏に置き換えられている。

## ディスコグラフィ

### アルバム
- 銀河の妖精 / Save Me (1975)
- 恋のブギー / Get Up and Boogie (1976)
- マッドハウス / Madhouse (1976)
- サマーナイツ / Summernights (1977)
- ラブ・イン・スリーパー / Love in a Sleeper (1978)